# Kościół Wniebowzięcia Najświętszej Maryi Panny w Ostrorogu
Kościół Wniebowzięcia Najświętszej Maryi Panny w Ostrorogu – rzymskokatolicki kościół parafialny mieszczący się w mieście Ostroróg, przy ulicy Kościelnej.

## Historia

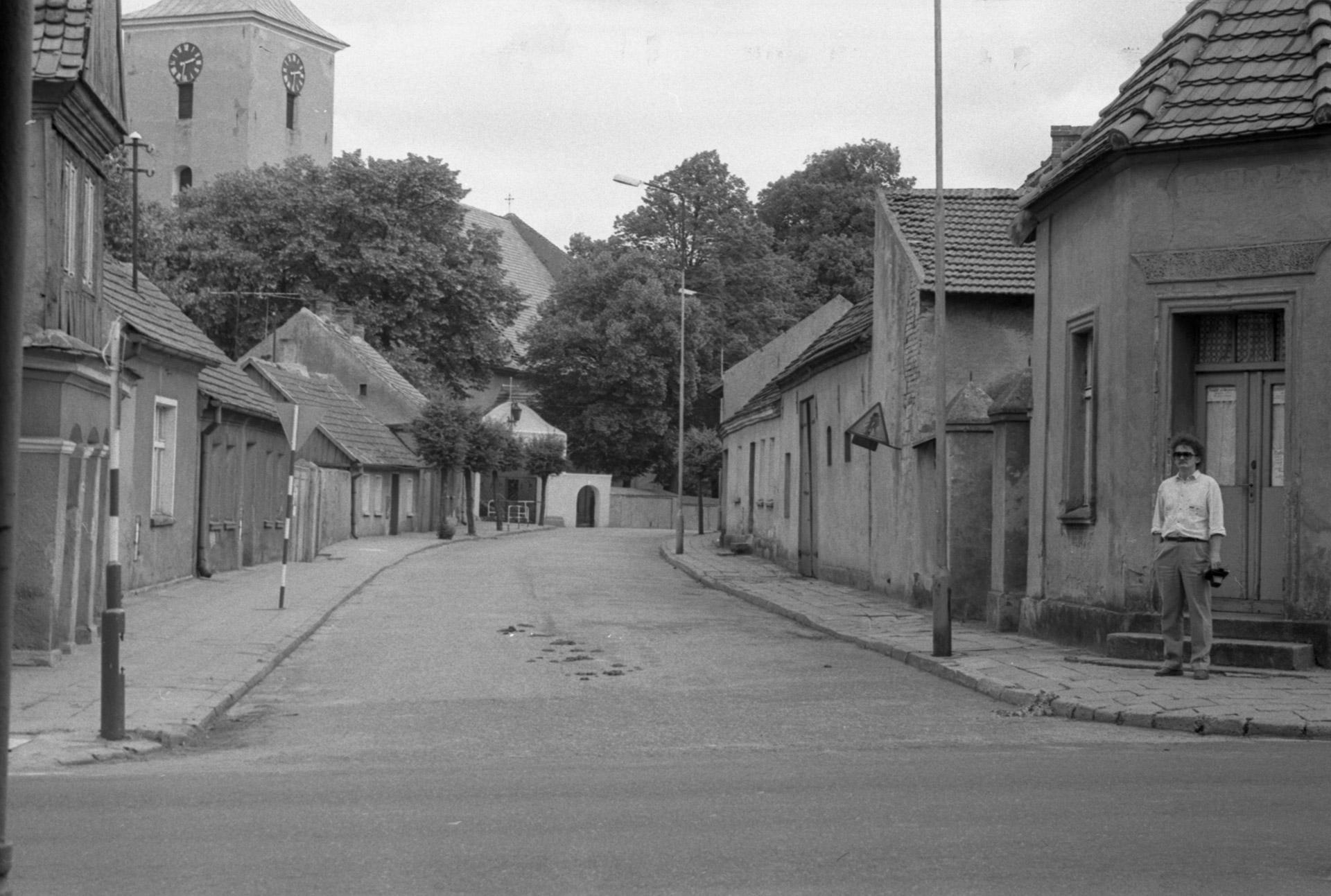
Ostroróg, ulica Kapłańska i kościół - widok od strony zachodniej, 1986 rok

Na ścianie ostroroskiego kościoła znajdowała się podobno data 1222, odnotowana w 1785 roku. Daty tej jednak nie można zrównać ani z datą powstawania osady ani z kościołem. W 1419 roku wzmiankowany był kościół pod wezwaniem Św. Jana Chrzciciela, a w 1432 powstanie kolegium misjonarzy i prepozytury w Ostrorogu; prawdopodobnie w tym czasie powstał obecny kościół. Pewne jest, że kościół istniał przed 1510 r., a w 1555 r. został oddany przez Jakuba Ostroroga braciom czeskim. Parafia obejmowała następujące wioski: Piaskowo (od 1432 r.), Kluczewo (od 1466 r.), od 1508 również: Wielonek (wtedy Wielim), Dobrojewo, Binino (wtedy Bienino, w 1603 r. przeniesione do parafii Biezdrowo), Rudki, Bobulczyn, Oporowo, Szczepankowo, a od 1787 r. również Szczepy i Zapust). W 1467 r. papież Paweł II nadał odpust na uroczystość Wniebowzięcia Najświętszej Maryi Panny 15 sierpnia oraz na Dzień Narodzenia św. Jana Chrzciciela 24 czerwca. Bulla nadająca odpusty stwarzała dla kościoła szanse na dodatkowe dochody (jałmużna, datki). Nie wiemy jak wyglądał ówczesny kościół, w źródłach mowa jest o ołtarzu Trzech Króli (1419 r.), ołtarzu św. Marii Magdaleny (1461 r.), ołtarzu św. Jana Chrzciciela (1467 r.). W 1506 r. wymieniany jest domek przy kościele stojący przy cmentarzu.

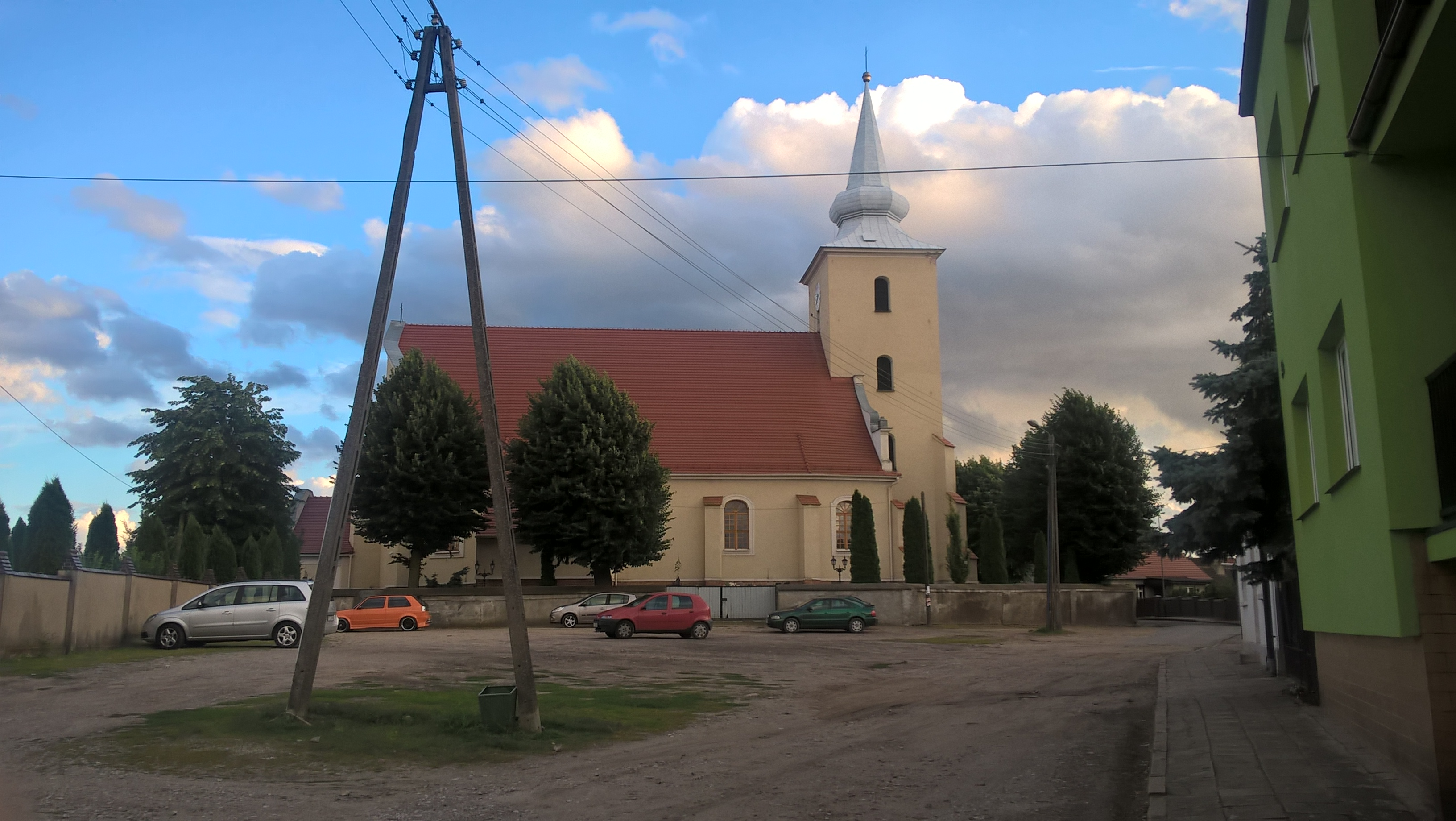
Kościół w Ostrorogu widok od północy - zwraca uwagę brak zegara na wieży

Nadanie kościoła braciom czeskim potwierdził Jan, syn Jakuba Ostroroga, w 1569 roku. Dokument ten wskazuje, jak bogato uposażono kościół (domki, szkoła, ogrody tamże, rola i łąka w mieście, łąka w Wielonku, ogród w Piaskowie, jezioro przy jeziorze Mormin, łąka w Kluczewie, dziesięciny z miasta i wsi). Zbór braci w Ostrorogu dotykały wielkie klęski: w 1555 roku palił się Ostroróg, a w pożarze ucierpiał również kościół. Pożar zniszczył kościół również w 1589 r. Kolejny pożar w 1595 r. strawił całe miasto, kościół i budynki plebańskie, jednak dzięki hojności Ostrorógów oraz bogatych rodzin szkockich, które te ziemie w XVI wieku zamieszkiwały, po każdym pożarze kościół wznoszono w jeszcze bardziej okazałej postaci. W Ostrorogu znajdowało się seminarium braci czeskich, archiwum i biblioteka. Sytuacja jednak zmieniła się po 1632 roku, kiedy to po wymarciu Ostrorogów i oddaniu tych terenów w dzierżawę bez opieki dziedziców kościół został przejęty przez katolików. Działo się to w 1636 roku w sobotę św. Anny, za sprawą księdza kanonika Andrzeja Świniarskiego, który jak podaje opis wizytacji z 1641 r., narażając życie swoje kościół otoczony wojskiem przez "heretyków" odebrał wraz kilkoma duchownymi. Ten sam opis mówi o tym, że kościół jest pod wezwaniem Najświętszej Marii Panny, Jana Chrzciciela i Ewangelisty oraz św. Andrzeja apostoła. Po odebraniu kościoła braciom czeskim, jeszcze przez jakiś czas odbywali oni nabożeństwa na zamku w Ostrorogu. W 1660 roku Ostroróg przeszedł w ręce rodziny katolickiej, a zbór braci czeskich ostatecznie upadł. Wraz z upadkiem zboru podupadło miasteczko, wyprowadziły się bogate rodziny szkockie, zlikwidowana została biblioteka, seminarium, archiwum.
Przy kościele znajdował się szpital. Położony był przy drodze prowadzącej do Szamotuł, w 1641 r. złożony był z jednej izby ogrzewanej i kilku komór, mieszkało w nim 6 ubogich. Z opisu szpitala z 1725 r. wynika, iż wówczas składał się z dwóch izb ogrzewanych i 4 komór. W 1785 r. szpitala już nie było, spalił się przez nieostrożność ubogich w nim mieszkających.
Poza szpitalem w źródłach wspominana jest również szkoła, która działała przy kościele. W XV wieku szkoła w Ostrorogu miała dodatkowe uposażenie od Jana Świdwy z Szamotuł. W tym czasie było co najmniej dwóch nauczycieli, przy czym jeden był zarazem głównym nauczycielem, kantorem szkoły i kościoła. Wraz z oddaniem kościoła w ręce braci czeskich, przekazana została również szkoła. Po odzyskaniu kościoła przez katolików szkoła nadal funkcjonowała. Braniecki (w 1641) podaje, że rektor szkoły wypełnia również obowiązki kantora i otrzymuje wynagrodzenie od miasta, kościoła i od prepozyta pod warunki utrzymywania ucznia zdolnego do śpiewu w chórze. W 1725 roku w czasie wizytacji szkoła jeszcze funkcjonowała, natomiast w 1785 roku szkoły już nie było, a organista uczył kilkoro uczniów w domu.
W 1776 r. staraniem kasztelana przemęckiego Adama Kwileckiego kościół został przebudowany i otrzymał obecny kształt. Józef Łukaszewicz zarzucił Kwileckiemu, że mury gotyckiej świątyni kazał do połowy rozebrać, a w miejsce pięknej gotyckiej budowli utworzył niepozorny i niekształtny gmach. Ten sam autor zarzuca Kwileckiemu, że groby Ostrorogów bezbożnie wyrzucił.
W 1909 roku dokonano renowacji polichromii, kolejne renowacje miały miejsce w 1952, 1972 i w latach 90. Od 1989 roku dokonano wielu większych i mniejszych remontów: dwukrotny generalny remont dachu, naprawa sygnaturki, naprawa zegara na wieży, malowanie wnętrza kościoła i elewacji zewnętrznej, wymiana ławek kościelnych, okien, wybrukowanie terenu przy kościele i plebanii.

## Architektura

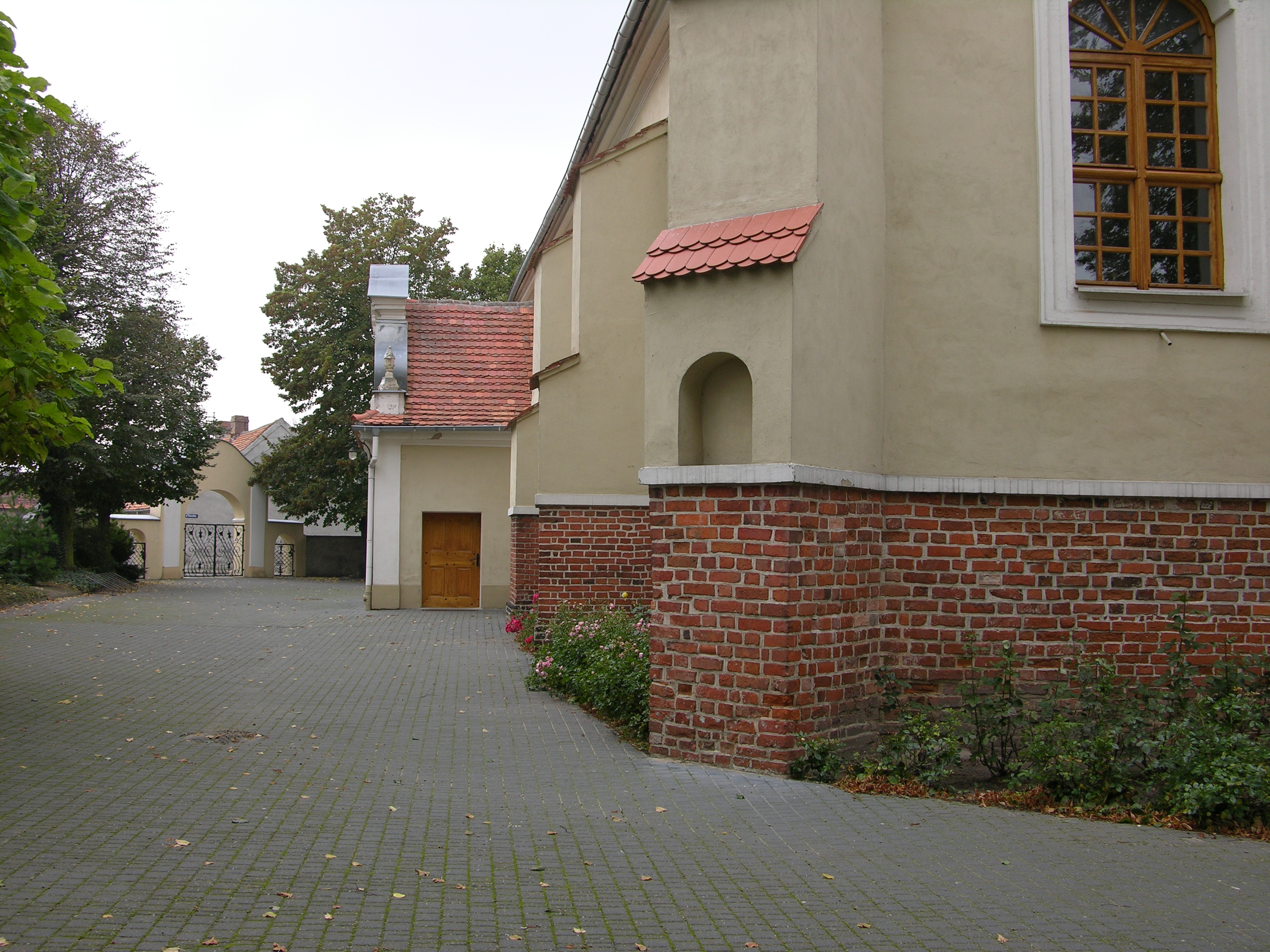
Kościół w Ostrorogu - widok na kruchtę od strony południowej, na murze kościoła widoczne liczne szkarpy

Późnogotycki, zbarokizowany kościół, murowany z cegły, od wysokości dwóch metrów również otynkowany i wymalowany. Świątynia jest trzynawowa, halowa, pięcioprzęsłowa, z niewyodrębnionym prezbiterium.
Od zachodu wejście w przyziemiu wieży. Zbudowana na planie kwadratu, częściowo wtopiona w bryłę kościoła. Wieża z wysokimi szkarpami w narożnikach, posiada trzy poziomy wąskich, półkoliście zamkniętych okien. Dach wieży zwieńczony cebulastym hełmem, zakończonym ostrorsłupowo z krzyżem, na trzech stronach wieży umieszczone zegary.
Od północy do kościoła przylega dawna zakrystia (zamieniona na kaplicę, a obecnie magazynek i miejsce okolicznościowych wystaw).
Od wschodu, od strony prezbiterium znajduje się obecna zakrystia, zbudowana na planie prostokąta z 1776r.

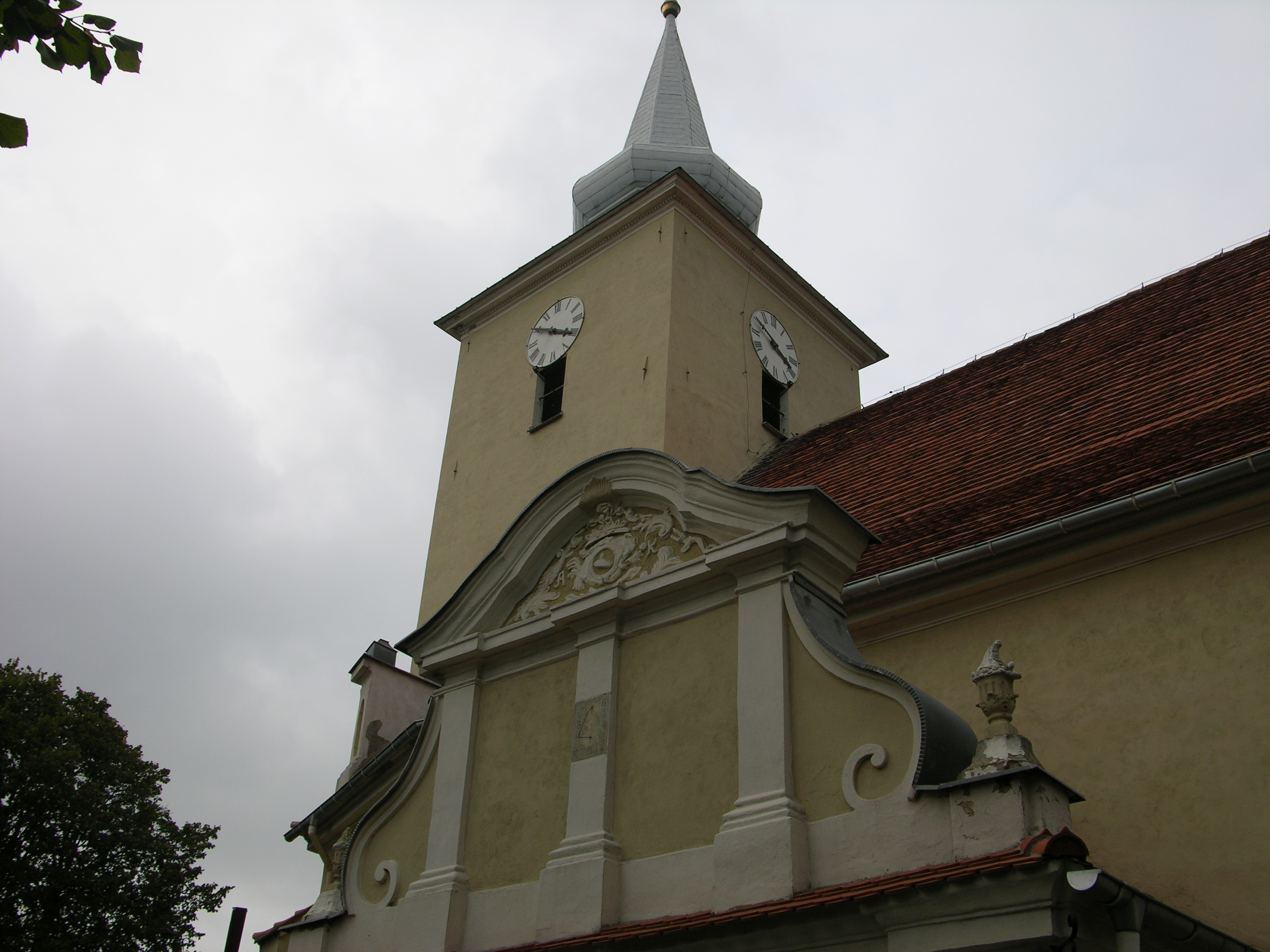
Kościół w Ostrorogu - widok od strony południowej, portal kruchty z 1776r., na kruchcie zegar słoneczny, litery A.K. - Adam Kwilecki, herb Szreniawa

Od południa kruchta zbudowana w 1776 roku i późnogotycki portal. W kruchcie wejście do kościoła. Szczyt kruchty na którym umieszczono zegar słoneczny oraz herb Szreniawa z inicjałami A.K. fundatora Adama Kwileckiego zwieńczono półkolistym frontonem.
Bryła kościoła z licznymi szkarpami, w bocznych nawach znajduje się po pięć dużych okien w skromnych drewnianych ramach. W nawie głównej jedno okno nad ołtarzem głównym. W zakrystii trzy okna. Wszystkie okna w nawach i zakrystii o półkolistym zakończeniu. W dawnej zakrystii dwa niewielkie prostokątne okna, z kolei w kruchcie jedno prostokątne okno z witrażem. Zachodni narożnik nawy południowej oraz wschodni narożnik skośnie ścięte. Od południa ostrołukowata ceglana wnęka w murze.
Dach kościoła dwuspadowy, kryty dachówką. Odrębne dwuspadowe dachy na kruchcie i zakrystii.
Nawa główna otwarta na boczne nawy arkadami opartych na czworobocznych filarach. Nawa główna wyższa od bocznych co nadaje bazylikowego układu. Strop drewniany pokryty polichromią. Na podłodze kamienna posadzka. Późnobarokowy chór muzyczny oparty na łukowatej arkadzie.

## Wnętrze

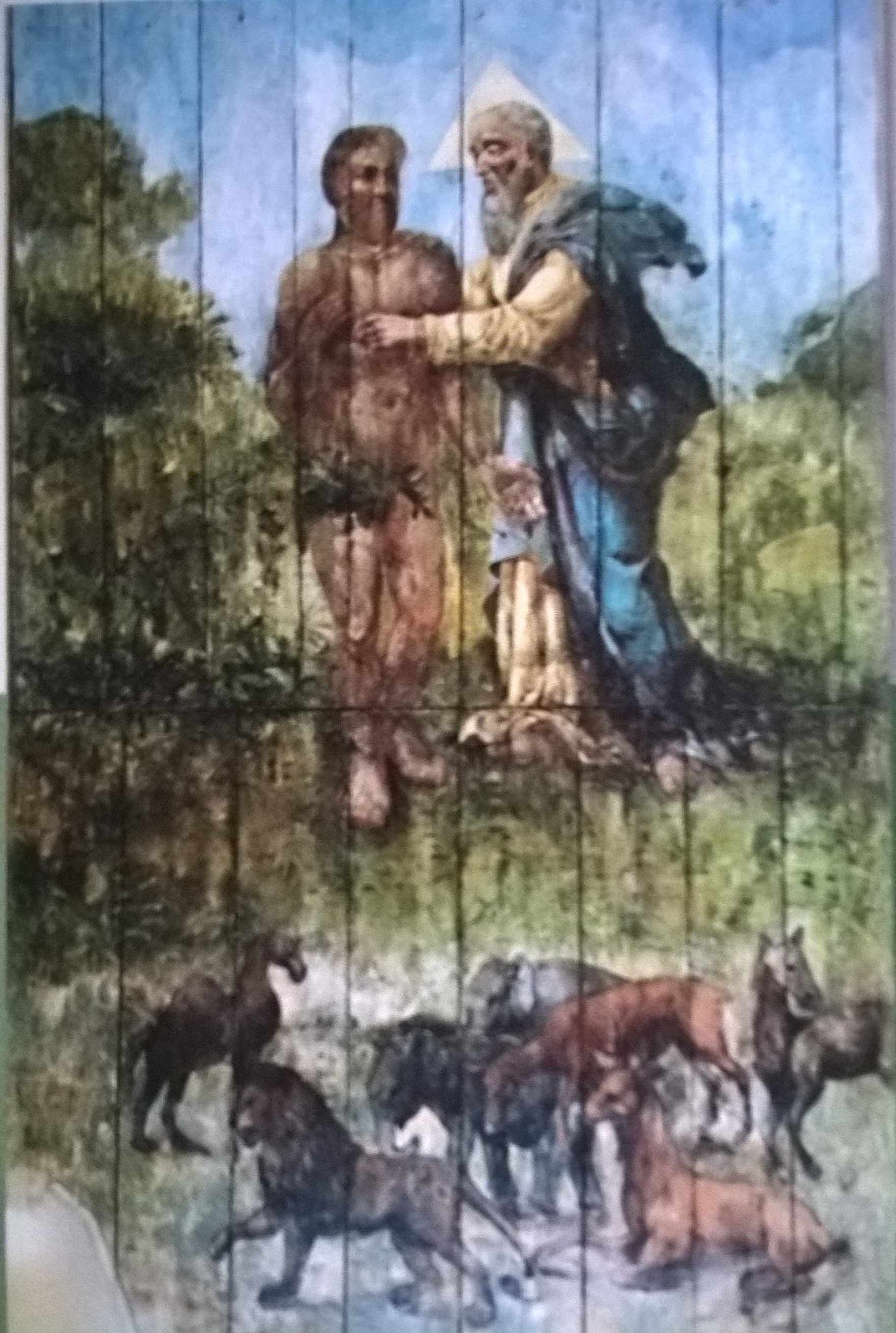
Kościół w Ostrorogu - fragment polichromii scena wygnanie z raju

Na drewnianych stropach we wszystkich nawach imponując polichromia nieznanego autorstwa pochodząca z ok. 1776 r. Polichromia zajmuje powierzchnię 350 m². Polichromia została umieszczona na drewnie sosnowym i namalowana z wykorzystanie podziałów iluzjonistycznym, dzięki czemu odnosi się wrażenie rzeczywistości malowidła. W nawie głównej przedstawiono sceny z życia Jana Chrzciciela: 1) nauczanie św. Jana Chrzciciela, 2) chrzest Jezusa, 3) ścięcie św. Jana Chrzciciela, 4) uczta Heroda. W nawie południowej umieszczono z kolei sceny z życia Matki Boskiej: 1) niepokalane poczęcie Najświętszej Maryi Panny, 2) koronowanie Najświętszej Maryi Panny, 3) wniebowzięcie Najświętszej Maryi Panny,  4) hagiogram Najświętszej Maryi Panny. Natomiast w nawie północnej przedstawiono sceny z Księgi Rodzaju ze Starego Testamentu: 1) znak opatrzności bożej, 2) stworzenie Adama, 3) grzech pierworodny, 4) wygnanie z raju, 5) praca Adama i Ewy.

Wyposażenie wnętrza jednolite, głównie z XVIII wieku, w stylu rokoko i Ludwika XVI.

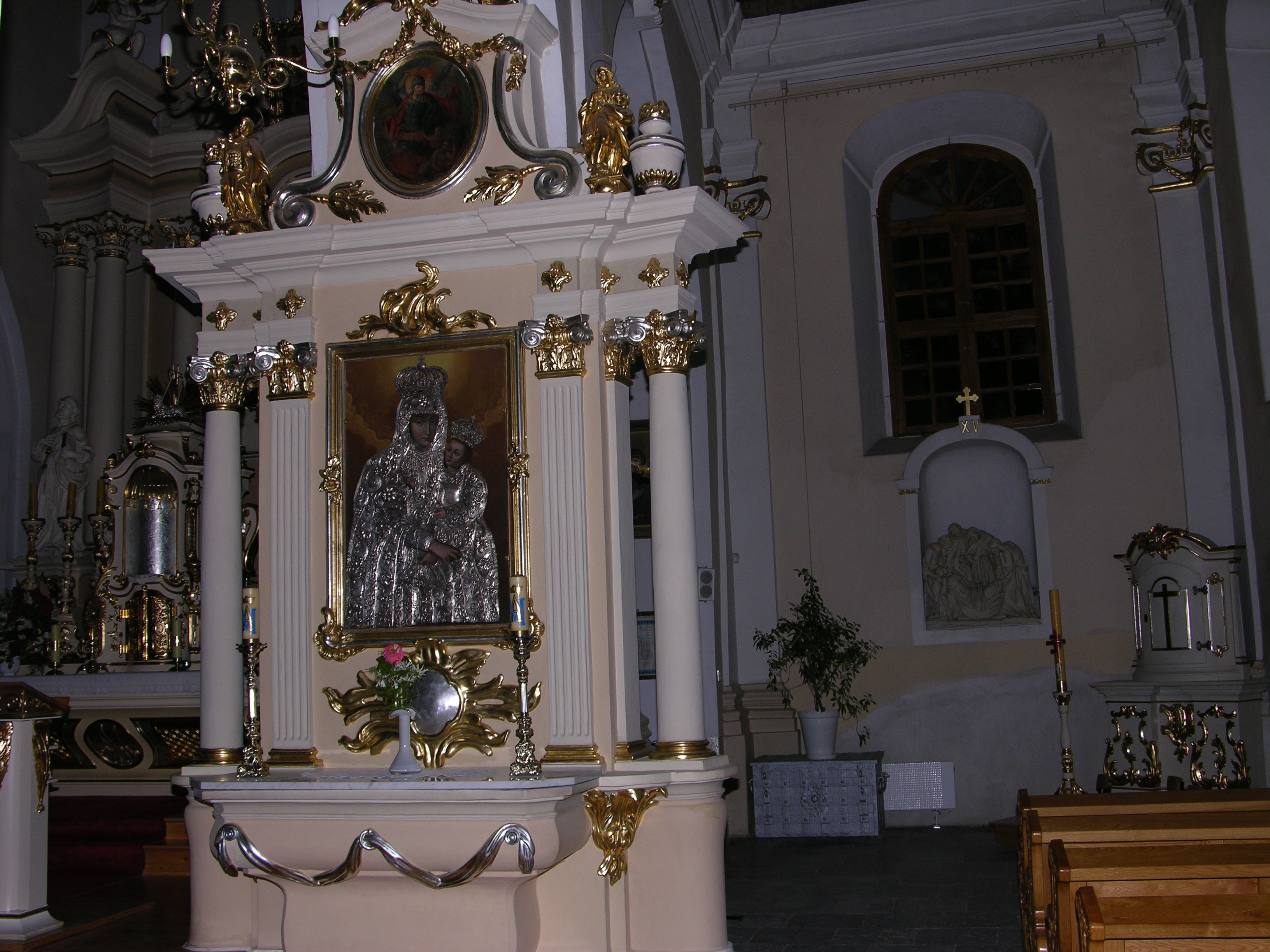
Kościół w Ostrorogu - ołtarz z obrazem Matki Boskiej Śnieżnej i św. Michała Archanioła w zwieńczeniu

Ołtarz główny, w centrum obraz św. Jakuba w srebrnej barokowej sukience, pochodzący z 1 poł. XVII wieku i przeniesionym na początku XIX wieku z dawnego kościoła pw. św. Jakuba w Piaskowie (kościół znajdował się na wzgórzu obecnego cmentarza w Ostrorogu); po prawej i lewej stronie znajdują się figury Św. Piotra i Pawła, w ołtarzu również figura Jana Chrzciciela, figury aniołów i obraz Wniebowzięcia NMP (z drugiej połowy XVIII wieku). Przed ołtarzem wysunięte do przodu tabernakulum z 1787 roku. Obok ołtarza skrzynia żelazna okuta z XVII wieku.

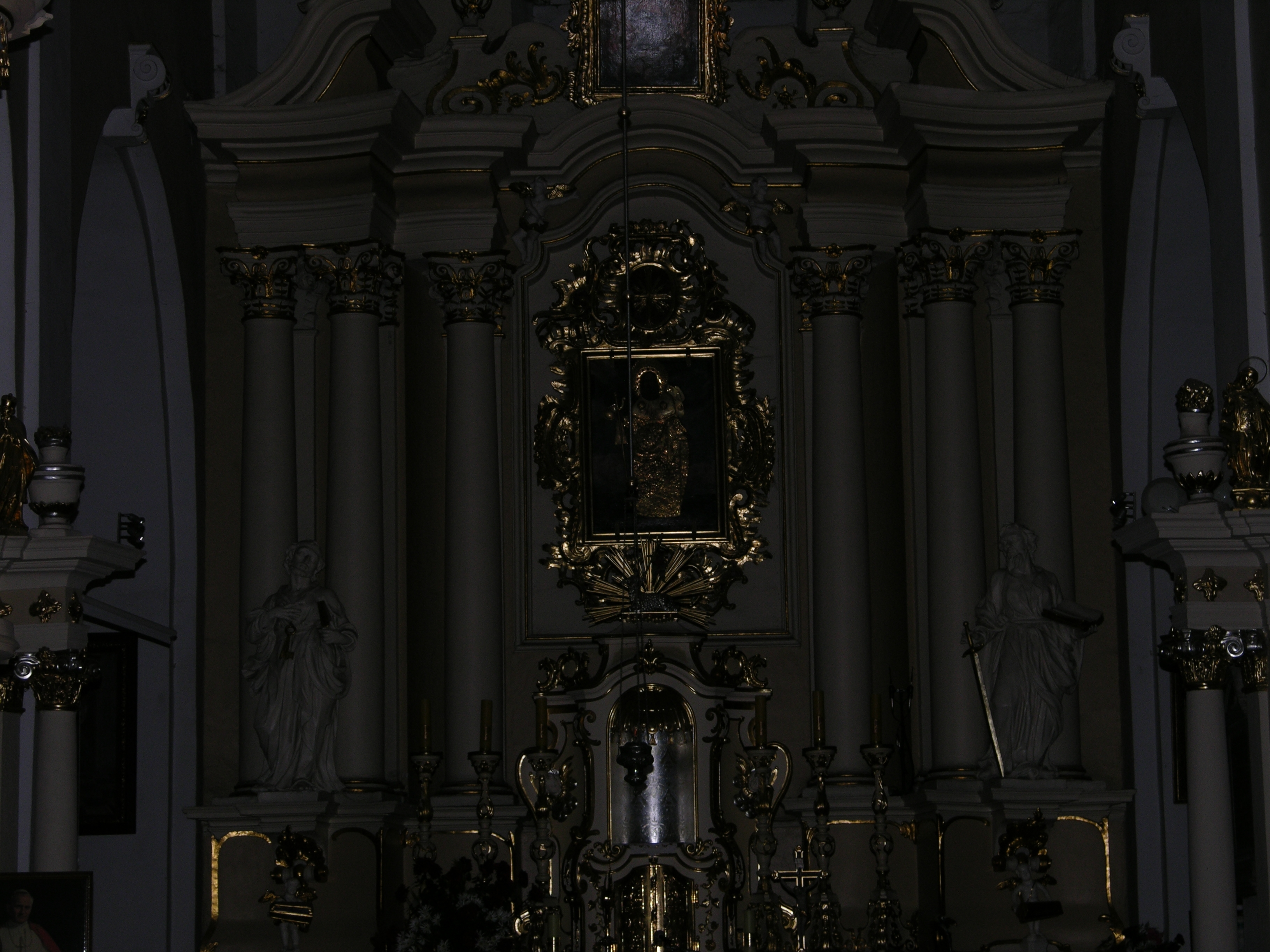
Kościół w Ostrorogu - ołtarz główny z obrazem św. Jakuba

Cztery okazałe rokokowe murowane ołtarze boczne z licznymi złoceniami i srebrzeniami:
- z lewej przy prezbiterium ołtarz z XVIII wiecznym obrazem św. Floriana oraz obrazem św. Heleny w zwieńczeniu z przełomu XIX i XX wieku,
- z prawej przy prezbiterium ołtarz z obrazem Matki Boskiej Śnieżnej z dzieciątkiem z 1 poł. XVII wieku w srebrnej sukience z 1 poł. XVII wieku, w zwieńczeniu ołtarza obraz św. Michała Archanioła  z przełomu XIX i XX wieku,
- z lewej w nawie ołtarz z obrazem ze św. Rocha z XIX wieku oraz bł. Kingi w zwieńczeniu z XVIII wieku,
- z prawej w nawie ołtarz z obrazem św. Anny z córką - Matką Boską oraz św. Barbary w zwieńczeniu.

Rokokowa ambona z aniołem i trzema ozdobnymi wazonami na baldachimie.

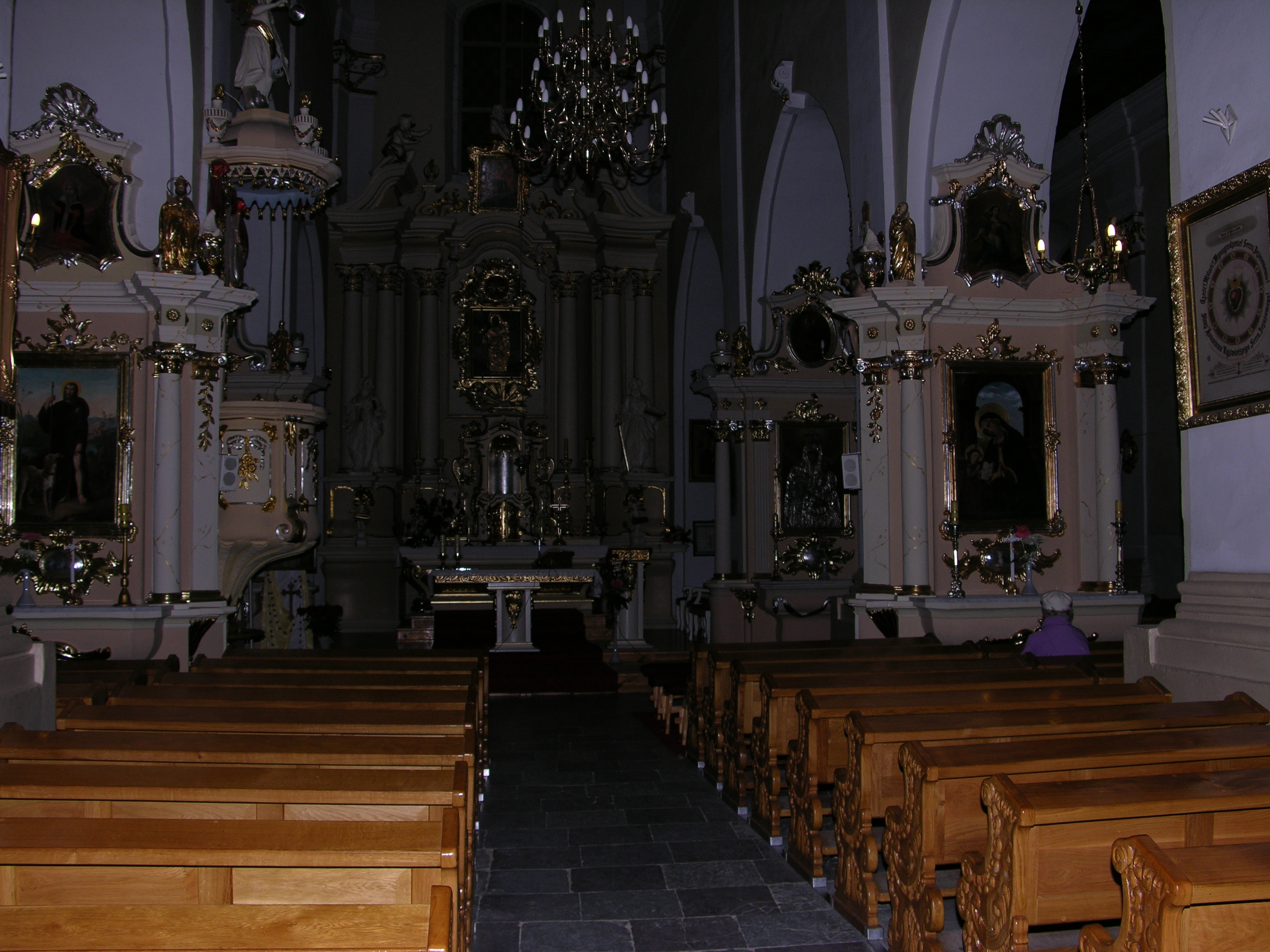
Kościół w Ostrorogu - nawa główna

Rokokowy portal wejściowy do dawnej zakrystii z kolumnami, rzeźbami aniołów i rzeźba Chrystusa dobrego pasterza, we wnęce nad drzwiami.

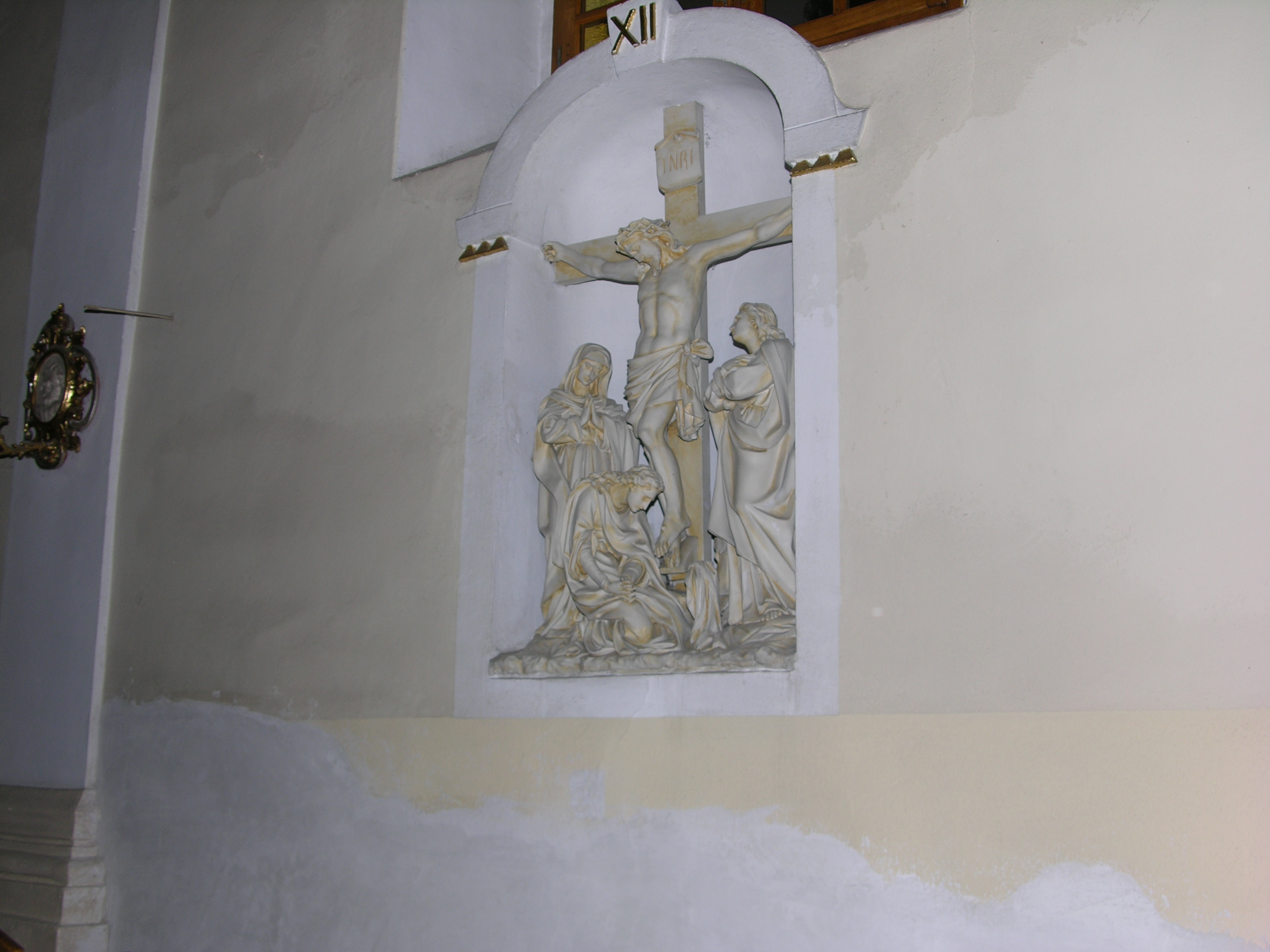
Kościół w Ostrorogu - stacja drogi krzyżowej autorstwa prawdopodobnie hrabiego Franciszka Kwileckiego

Późnobarokowy chór muzyczny z XVIII wiecznymi organami klasy koncertowej. Na organach znajdują się rzeźby aniołów grających na trąbach i bębnach. Na balkonie chóru dwie figury świętych.
Jednym z symboli kościoła w Ostrorogu są również stacje drogi krzyżowej. Charakterystycznym jej elementem są duże gipsowe figury, ponadto droga krzyżowa została ustawiona w porządku odwrotnym od zwyczajowego. Autorstwo drogi krzyżowej przypisuje się Franciszkowi Kwileckiemu z Dobrojewa, rzeźbiarzowi i ziemianinowi.
Nad południowym wejściem duży obraz z 1 połowy XIX wieku przedstawiający ukrzyżowanie, oraz rzeźby Św. Jana i Matki Boskiej. W prezbiterium znajduje się m.in. figura zmartwychwstałego Jezusa z XVIII wieku.
Ponadto w kościele znajduje się wiele innych przedmiotów z XVII, XVIII i XIX wieku.: kielichy, monstrancje, krucyfiks, relikwiarz, figurki, wota, lichtarze.

## Otoczenie
Kościół otoczony murem i trójdzielną późnobarokową bramą z 1776 roku, z arkadowym ok. 3 metrowy przejazdem i dwoma wejściami o wysokości ok. 1,8 metra. Nad przejazdem półkolisty fronton. Przed kościołem figura Matki Boskiej oraz krzyż misyjny.
Od północnego wschodu plebania zbudowana pod koniec XIX wieku, siedmioosiowa, otynkowana i wymalowana, parterowa z dwuspadowym dachem krytym dachówką. Poddasze użytkowe.
Jeszcze do niedawna przy kościele znajdował się cmentarz z licznymi nagrobkami. W południowo - zachodnie części znajdował się obelisk gen. Emiliana Węgierskiego zwieńczony żelaznym hełmem. Na cokole pomnika znajdował się napis: "Emilianowi Węgierskiemu generałowi Wojsk Polskich - żył lat 54, umarł dnia 15 maja 1840 roku - żołnierz żołnierzowi - obywatele obywatelowi ten pomnik założyli". Obok znajdował się pomnik generałowej Węgierskiej - Teodory z Cieleckich (ur. 1796r., zm. 1870r.). Z kolei z drugiej strony kościoła znajdował się pomnik kapitana Wojsk Polskich - Wiktora Święcickiego (ur. 1794r., zm. 1852r.). Zachowały się natomiast: płyta nagrobna Joanny z Morawskich Kowalskiej dziedziczki wsi Szczepankowo (zm. 1815r. w wieku 72 lat) oraz nagrobek Marianny z Grodzkich (zm. 1834r.) oraz Dawida (zm. 1847) Bażyńskich. Na ścianie południowej kruchty znajduje się tablica Katarzyny (zm. 1784r.).

## Legendy
Lipy rosnące przed kościołem według legendy posadzić miał król Jan III Sobieski, podobnie jak wiąz przed szamotulską bazyliką.
Inna legenda mówi, że z kościoła miał prowadzić tunel do ostroroskiego zamku.